# 千代田区の町名
本項千代田区の町名（ちよだくのちょうめい）では、東京都千代田区に存在する、または過去に存在した町名を一覧化するとともに、明治時代初期以来の区内の町名の変遷について説明する。

## 千代田区の前史と行政区画の移り変わり
東京都千代田区は、昭和22年（1947年）3月15日、当時の東京都麹町区と神田区が合併して成立した。以下、明治時代初期から千代田区成立までの行政区画の変遷について略述する。
江戸が「東京」と改称されたのは慶応4年（1868年）のことである。同年7月17日（1868年9月3日）、「江戸ヲ称シテ東京ト為スノ詔書」が発せられ、東京府が設置された（同年9月8日・1868年11月18日に明治と改元）。以後、明治22年（1889年）に東京市が発足するまでの過渡期には、東京府の行政区画はめまぐるしく変遷し、番組制、大区小区制、15区6郡制等と呼ばれる制度が相次いで実施された。
明治2年2月（1869年3月）、東京府では、町地と郷村部との境界線を定める朱引（しゅびき）が行われた。これは、皇居を中心とした市街地（江戸時代の町奉行所支配地に相当）を朱引内とし、その外側を郷村とするもので、朱引内を50の区画に分けて、50番組（50区）が設定された。これとともに、江戸時代から続いていた名主制度が廃止された。同年5月（1869年6月）、周囲の郷村部にも5つの組が設定され、これを地方5番組と称した。後に千代田区となる区域は、このうち朱引内の23番組、31番組から36番組及び38番組に属した。
明治4年6月（1871年7月）には朱引が見直されて、朱引内は44区、朱引外は25区（計69区）に区分された。明治4年7月（1871年8月）には廃藩置県が実施された。これにともない、同年11月（1872年1月）、従来の東京府、品川県、小菅県が廃止され、新たな東京府が設置された。同時に朱引が廃止されて、府内は6大区・97小区に分けられた（いわゆる大区小区制）。明治7年（1874年）3月、区割りは再度見直され、朱引が復活。朱引内外に11大区・103小区が設置された。後に千代田区となる区域は、このうち朱引内の第1大区第1 - 4、11、12小区、第2大区第1小区、第3大区1 - 4、9小区、第4大区1、2 - 5小区、第5大区第2 - 4小区に属していた。
その後、郡区町村編制法の施行に伴い、大区小区制は廃止され、明治11年（1878年）11月2日、東京府下に15区6郡が置かれた。千代田区の前身にあたる麹町区と神田区はこの時設置された。明治22年（1889年）、市制・町村制が施行され、同年5月1日、東京市が成立。麹町区、神田区は東京市の区となった。昭和18年（1943年）7月1日、東京府と東京市が廃止されて、新たに東京都が置かれ、上記2区を含む35区は東京都直轄の区となった。昭和22年（1947年）3月15日、前述のとおり、これら2区が合併して千代田区となった。
麹町区と神田区は、大正12年（1923年）の関東大震災で大被害を受けた。震災復興後の区画整理に伴い、昭和3年（1929年）から昭和13年（1938年）にかけて、両区の大部分の地域で町名の統合整理が実施された。これにより、明治時代初期に存在した旧町名の多くが廃止され、町名が引き継がれたものについても、町界が従前とは大きく変わったものが多い。一例として、麹町区の旧・一番町は現行町名では三番町となっており、現行町名の一番町は、町名整理以前の上二番町および五番町である。「八重洲」は、現行町名では東京駅東側の中央区の町名であるが、1929年までは東京駅西側（現・丸の内二丁目）の町名であった。
関東大震災以前の旧町名は、江戸時代以来の名称を引き継ぐものも多かったが、明治時代初期に新たに起立した町名もあった。「○○屋敷」「○○町代地」「○○寺門前」といった、旧幕府時代の伝統を引き継ぐ小規模な町は、明治2年（1869年）前後に数か町が合併されて、新たな町名を付した例が多い。また、明治5年（1872年）には武家地、寺社地など、それまで町名のなかった土地に新たに町名を付した。こうした町名設置は、おもに戸籍整備上の必要性から実施されたものである。
千代田区域には、住居表示未整備の地域が多い。ただし、前述のとおり、1929年から1938年にかけて麹町区のほぼ全域と神田区の大部分において町名整理が行われている。神田地区（旧神田区）では、神田川以北の区域全部と、神田駅以東の一部に町名整理未実施地区が残っていたが、残存していた旧町名の一部は昭和39年（1964年）から昭和41年（1966年）にかけての住居表示実施によって廃止された。

## 旧麹町区の町名

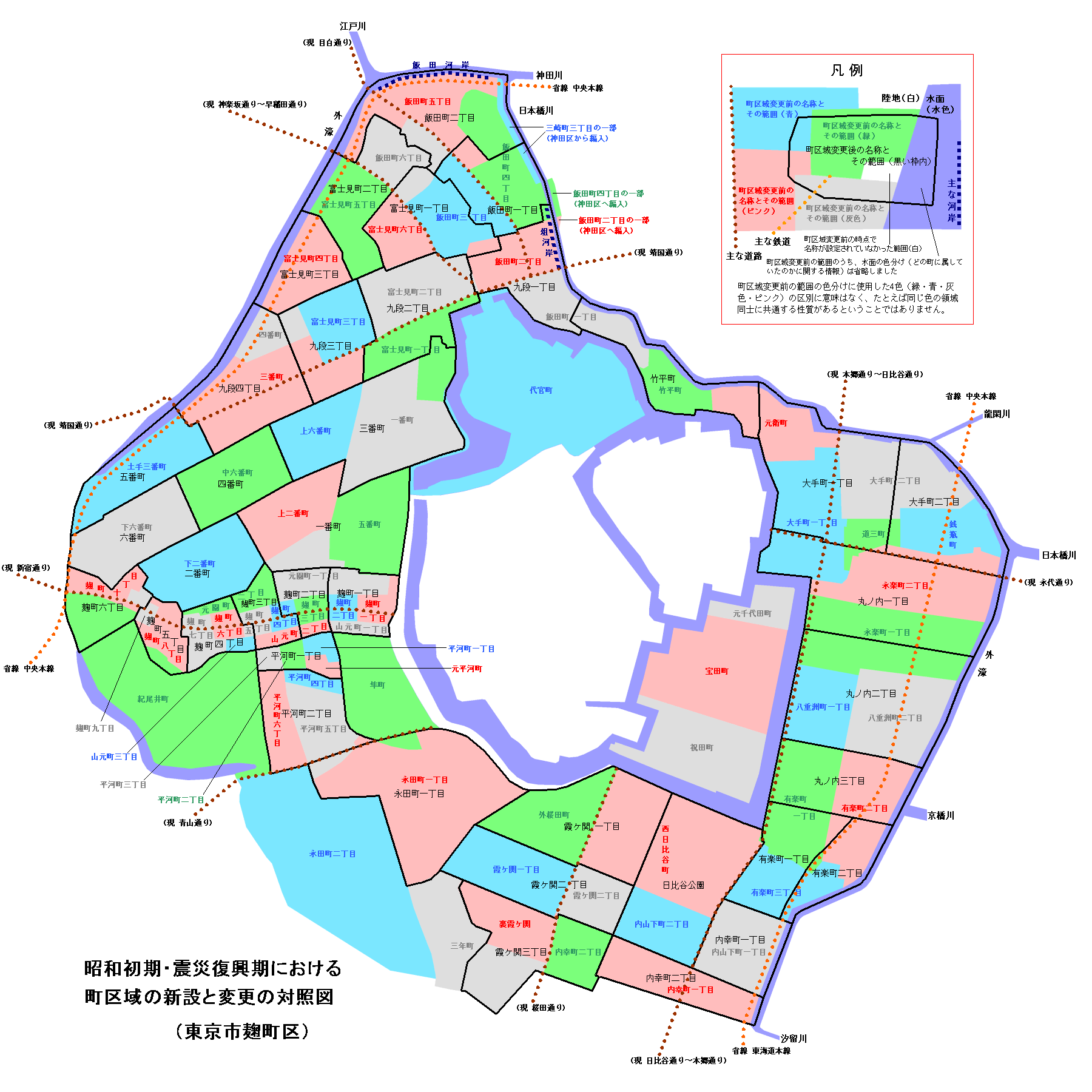
旧麹町区の新旧町名対照図 震災復興前後

### 発足時の町名
明治11年（1878年）の麹町区成立時の町丁数は79であった。その後明治22年（1889年）の市制町村制施行時までに成立・廃止された町名は以下のとおりである。
- 東代官町・西代官町 - 明治8年（1875年）成立、明治12年（1879年）廃止（両町が合併して代官町となる）
- 麹町十一・十二・十三丁目 - 江戸期以来の町名、明治13年（1880年）四谷区に編入

以上の変更により、町丁数は差し引き75となった。下表には河岸地名2所を含む77町丁を収録している。関東大震災後の区画整理に伴い、昭和時代初期に変更された町名については下表の「震災復興後町名」の欄に記載した。

### 町名一覧
以下は、東京市制施行時（1889年現在）の麹町区の町名一覧である。
| 町名（1889年現在） | 成立年 | 廃止年                                   | 震災復興後町名                  | 現行町名                                   | 備考                                                                             |
| ------------------ | ------ | ---------------------------------------- | ------------------------------- | ------------------------------------------ | -------------------------------------------------------------------------------- |
| 代官町             | 1879   | 1967                                     | 代官町                          | 北の丸公園                                 |                                                                                  |
| 祝田町             | 1872   | 1967                                     | 祝田町                          | 皇居外苑                                   |                                                                                  |
| 宝田町             | 1872   | 1967                                     | 宝田町                          | 皇居外苑                                   |                                                                                  |
| 元千代田町         | 1872   | 1967                                     | 元千代田町                      | 皇居外苑                                   |                                                                                  |
| 大手町一丁目       | 1872   | 1929再編、町名は存続                     | 大手町1、丸ノ内1                | 大手町1、丸の内1                           |                                                                                  |
| 大手町二丁目       | 1872   | 1929再編、町名は存続                     | 大手町1・2                      | 大手町1・2                                 |                                                                                  |
| 元衛町             | 1872   | 1929                                     | 大手町1、竹平町                 | 大手町1、一ツ橋1                           |                                                                                  |
| 竹平町             | 1872   | 1929・1933町域拡大、町名は1970年まで存続 | 竹平町                          | 一ツ橋1                                    | 1929年、元衛町の一部を編入、1933年、飯田町一丁目の一部を編入                     |
| 道三町             | 1872   | 1929                                     | 大手町1・2、丸ノ内1             | 大手町1・2、丸の内1                        |                                                                                  |
| 銭瓶町             | 1872   | 1929                                     | 大手町2                         | 大手町2                                    |                                                                                  |
| 永楽町一丁目       | 1872   | 1929                                     | 丸ノ内1・2                      | 丸の内1・2                                 |                                                                                  |
| 永楽町二丁目       | 1872   | 1929                                     | 丸ノ内1、大手町1・2             | 丸の内1、大手町1・2                        |                                                                                  |
| 八重洲町一丁目     | 1872   | 1929                                     | 丸ノ内2                         | 丸の内2                                    | 中央区の「八重洲」とは全く別の町域                                               |
| 八重洲町二丁目     | 1872   | 1929                                     | 丸ノ内2                         | 丸の内1・2                                 | 同上                                                                             |
| 有楽町一丁目       | 1872   | 1929再編、町名は存続                     | 丸ノ内3、有楽町1・2             | 丸の内3、有楽町1・2                        |                                                                                  |
| 有楽町二丁目       | 1872   | 1929再編、町名は存続                     | 丸ノ内3、有楽町1・2             | 丸の内3、有楽町1・2                        |                                                                                  |
| 有楽町三丁目       | 1872   | 1929再編                                 | 有楽町1・2                      | 有楽町1・2                                 |                                                                                  |
| 西日比谷町         | 1872   | 1938                                     | 日比谷公園、霞ヶ関1             | 日比谷公園、霞が関1                        |                                                                                  |
| 内山下町一丁目     | 1872   | 1938                                     | 内幸町1                         | 内幸町1                                    |                                                                                  |
| 内山下町二丁目     | 1872   | 1934                                     | 日比谷公園                      | 日比谷公園                                 |                                                                                  |
| 内幸町一丁目       | 1872   | 1938再編、町名は存続                     | 内幸町2                         | 内幸町2                                    |                                                                                  |
| 内幸町二丁目       | 1872   | 1938再編、町名は存続                     | 霞ヶ関3                         | 霞が関1                                    |                                                                                  |
| 霞ヶ関一丁目       | 1872   | 1938再編、町名は「霞が関」として存続     | 霞ヶ関2                         | 霞が関2、永田町1                           |                                                                                  |
| 霞ヶ関二丁目       | 1872   | 1938再編、町名は存続                     | 霞ヶ関2                         | 霞が関1                                    |                                                                                  |
| 裏霞ヶ関           | 1872   | 1938                                     | 霞ヶ関3                         | 霞が関3、永田町1                           |                                                                                  |
| 外桜田町           | 1872   | 1938                                     | 霞ヶ関1                         | 霞が関2、永田町1                           |                                                                                  |
| 三年町             | 1872   | 1938町域縮小、町名は1967年まで存続       | 三年町、霞ヶ関3                 | 霞が関3、永田町1                           |                                                                                  |
| 永田町一丁目       | 1869   | 存続                                     | 1934年、一部を平河町2へ         | 永田町1、平河町2                           | 1934年、当町の一部を（新）平河町2へ編入、（旧）平河町5、隼町の各一部を当町に編入 |
| 永田町二丁目       | 1869   | 存続                                     | 永田町2                         | 永田町2                                    |                                                                                  |
| 麹町一丁目         | 江戸期 | 1934再編、町名は存続                     | 麹町1                           | 麹町1（住居表示未実施）                    |                                                                                  |
| 麹町二丁目         | 江戸期 | 1934再編、町名は存続                     | 麹町1                           | 麹町1（住居表示未実施）                    |                                                                                  |
| 麹町三丁目         | 江戸期 | 1934再編、町名は存続                     | 麹町2                           | 麹町2（住居表示未実施）                    |                                                                                  |
| 麹町四丁目         | 江戸期 | 1934再編、町名は存続                     | 麹町2・3                        | 麹町2・3（住居表示未実施）                 |                                                                                  |
| 麹町五丁目         | 江戸期 | 1934再編、町名は存続                     | 麹町3・4                        | 麹町3・4（住居表示未実施）                 |                                                                                  |
| 麹町六丁目         | 江戸期 | 1934再編、町名は存続                     | 麹町4                           | 麹町4（住居表示未実施）                    |                                                                                  |
| 麹町七丁目         | 江戸期 | 1934再編                                 | 麹町4                           | 麹町4（住居表示未実施）                    |                                                                                  |
| 麹町八丁目         | 江戸期 | 1934再編                                 | 麹町5                           | 麹町5（住居表示未実施）                    |                                                                                  |
| 麹町九丁目         | 江戸期 | 1934再編                                 | 麹町5・6                        | 麹町5・6（住居表示未実施）                 |                                                                                  |
| 麹町十丁目         | 江戸期 | 1934再編                                 | 麹町6                           | 麹町6（住居表示未実施）                    |                                                                                  |
| 麹町山元町一丁目   | 江戸期 | 1934                                     | 麹町1                           | 麹町1（住居表示未実施）                    | 1911年「麹町」の冠称を取る                                                       |
| 麹町山元町二丁目   | 江戸期 | 1934                                     | 麹町2・3                        | 麹町2・3（住居表示未実施）                 | 同上                                                                             |
| 麹町山元町三丁目   | 江戸期 | 1934                                     | 麹町4                           | 麹町4（住居表示未実施）                    | 同上                                                                             |
| 麹町紀尾井町       | 1872   | 1934再編、町名は存続                     | 紀尾井町、麹町5・6              | 紀尾井町、麹町5・6（麹町は住居表示未実施） | 同上                                                                             |
| 麹町隼町           | 1872   | 1934再編、町名は存続                     | 隼町、永田町1                   | 隼町、永田町1                              | 同上                                                                             |
| 麹町元園町一丁目   | 1869   | 1938                                     | 麹町1・2、一番町                | 麹町1・2、一番町（住居表示未実施）         | 同上                                                                             |
| 麹町元園町二丁目   | 1869   | 1934                                     | 麹町3・4                        | 麹町3・4（住居表示未実施）                 | 同上                                                                             |
| 麹町平河町一丁目   | 江戸期 | 1934再編、町名は存続                     | 平河町1                         | 平河町1                                    | 同上                                                                             |
| 麹町平河町二丁目   | 江戸期 | 1934再編、町名は存続                     | 平河町1                         | 平河町1                                    | 同上                                                                             |
| 麹町平河町三丁目   | 江戸期 | 1934再編                                 | 平河町1                         | 平河町1                                    | 同上                                                                             |
| 麹町平河町四丁目   | 江戸期 | 1934再編                                 | 平河町2                         | 平河町2                                    | 同上                                                                             |
| 麹町平河町五丁目   | 江戸期 | 1934再編                                 | 平河町2、永田町1                | 平河町                                     | 同上                                                                             |
| 麹町平河町六丁目   | 江戸期 | 1934再編                                 | 平河町2                         | 平河町2                                    | 同上                                                                             |
| 元平河町           | 1869   | 1934                                     | 平河町1                         | 平河町1                                    |                                                                                  |
| 一番町             | 1872   | 1933                                     | 三番町                          | 三番町（住居表示未実施）                   | 現行町名の一番町とは異なる区域                                                   |
| 上二番町           | 1872   | 1933                                     | 一番町                          | 一番町（住居表示未実施）                   |                                                                                  |
| 下二番町           | 1872   | 1938                                     | 二番町                          | 二番町（住居表示未実施）                   |                                                                                  |
| 三番町             | 1869   | 1933                                     | 九段3・4                        | 九段北3・4、九段南3・4                     | 現行町名の三番町とは異なる区域                                                   |
| 土手三番町         | 1869   | 1938                                     | 五番町                          | 五番町（住居表示未実施）                   |                                                                                  |
| 四番町             | 1872   | 1933                                     | 九段3・4                        | 九段北3・4                                 | 現行町名の四番町とは異なる区域                                                   |
| 五番町             | 1869   | 1938                                     | 一番町                          | 一番町（住居表示未実施）                   | 現行町名の五番町とは異なる区域                                                   |
| 上六番町           | 1872   | 1933                                     | 三番町                          | 三番町（住居表示未実施）                   |                                                                                  |
| 中六番町           | 1872   | 1938                                     | 四番町                          | 四番町（住居表示未実施）                   |                                                                                  |
| 下六番町           | 1872   | 1938                                     | 六番町                          | 六番町（住居表示未実施）                   |                                                                                  |
| 富士見町一丁目     | 1869   | 1938再編、町名は「富士見」として存続     | 三番町、九段2                   | 九段南2                                    |                                                                                  |
| 富士見町二丁目     | 1869   | 1933再編、町名は「富士見」として存続     | 九段2                           | 九段北1・2                                 |                                                                                  |
| 富士見町三丁目     | 1869   | 1933再編                                 | 九段3                           | 九段北3                                    |                                                                                  |
| 富士見町四丁目     | 1869   | 1933再編                                 | 富士見町3                       | 富士見2                                    |                                                                                  |
| 富士見町五丁目     | 1869   | 1933再編                                 | 富士見町2                       | 富士見2                                    |                                                                                  |
| 富士見町六丁目     | 1869   | 1933再編                                 | 富士見町1                       | 富士見1                                    |                                                                                  |
| 飯田町一丁目       | 江戸期 | 1933再編、町名は1966まで存続             | 竹平町、九段1                   | 一ツ橋1、九段南1                           |                                                                                  |
| 飯田町二丁目       | 1872   | 1933再編、町名は1966まで存続             | 九段1、富士見町1、神田区西神田2 | 九段北1、西神田3                           |                                                                                  |
| 飯田町三丁目       | 江戸期 | 1933再編、町名は1966まで存続             | 飯田町1、富士見町1              | 飯田橋1、富士見1                           |                                                                                  |
| 飯田町四丁目       | 江戸期 | 1933再編、町名は1966まで存続             | 飯田町1・2、神田区西神田2       | 飯田橋2・3、西神田3                        |                                                                                  |
| 飯田町五丁目       | 江戸期 | 1933再編、町名は1966まで存続             | 飯田町1・2                      | 飯田橋3・4                                 |                                                                                  |
| 飯田町六丁目       | 江戸期 | 1933再編、町名は1966まで存続             | 飯田町2、富士見町1・2           | 飯田橋4、富士見1・2                        |                                                                                  |
| 飯田河岸           | 1889   | 1933                                     | 飯田町2                         | 飯田橋3                                    |                                                                                  |
| 俎河岸             | 未詳   | 1933                                     | 九段1                           | 九段北1                                    |                                                                                  |

## 旧神田区の町名

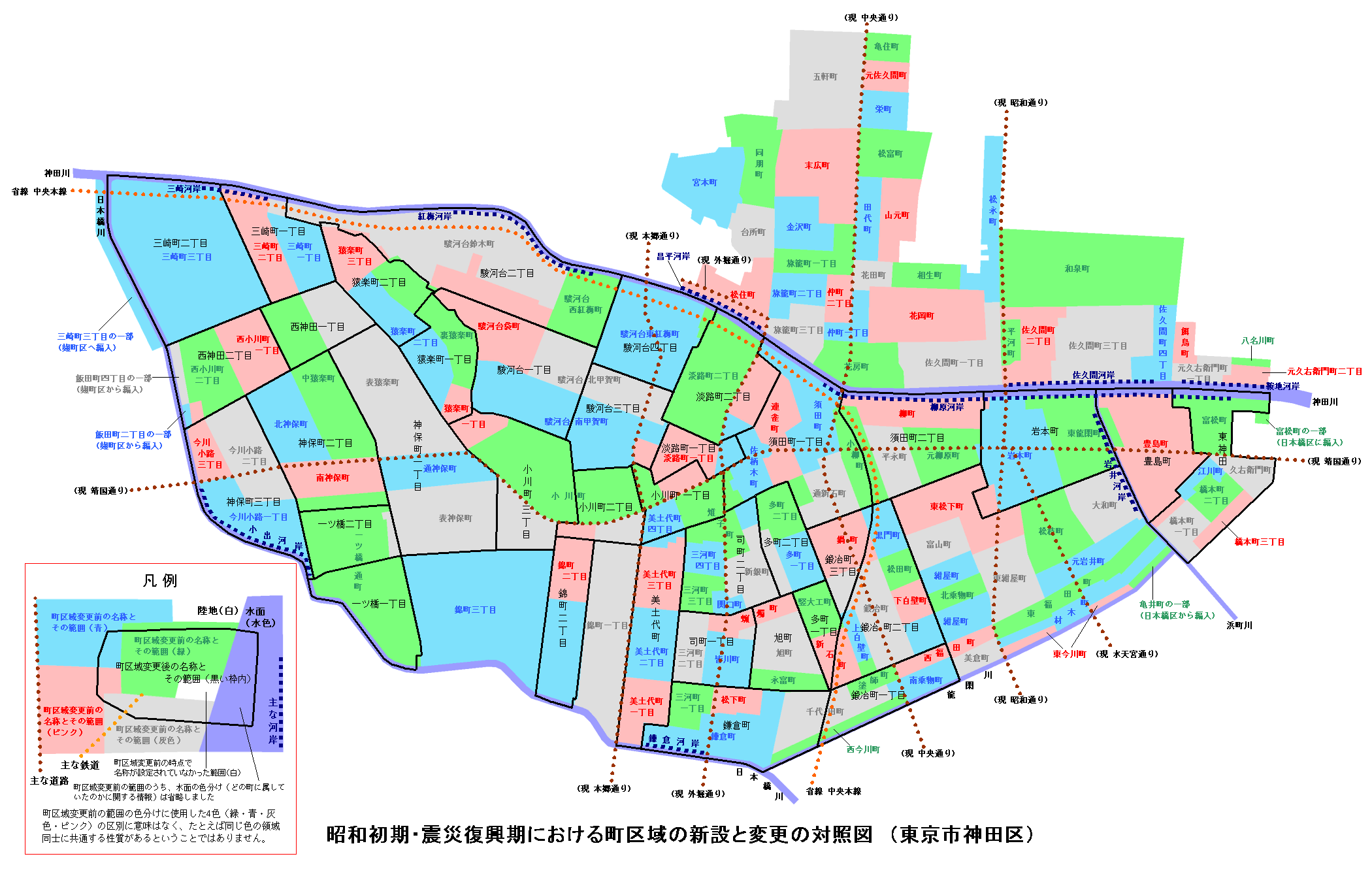
神田区の町名（震災復興前後の対照図）

### 発足時の町名
以下は明治22年（1889年）の市制町村制施行時点の神田区の町名一覧である。明治11年（1878年）の区成立時の町丁数は127であった。翌明治12年（1879年）に神田豊島町一〜三丁目の「丁目」が廃止されたが（町丁数は2つ減って125となる）、その後は昭和初期まで町丁数の変更はなかった。下表には河岸地名9所を含む134町丁を収録している。

### 町名一覧
- 「神田」の冠称について - 下表で「神田」を冠称する町名については、明治44年（1911年）にいったん冠称を廃止している（例:神田区神田紺屋町→神田区紺屋町）。これらの町のうち、昭和22年（1947年）の千代田区成立時に存続していたものは、同年以降再び「神田」を冠称している。須田町など一部の町については、昭和22年以降のみ「神田」を冠称している（該当する町にはその旨注記）。
- ※印を付した町は、昭和初期の町名改正時には廃止されなかったが、昭和39〜49年（1964〜74年）の住居表示実施により廃止されたものである。
- 町名変更が1月1日付けで実施されている場合、旧町の廃止はその前年とした。

| 町名（1889年現在）      | 成立年           | 廃止年                                                           | 震災復興後町名                                                                         | 備考 |
| ----------------------- | ---------------- | ---------------------------------------------------------------- | -------------------------------------------------------------------------------------- | --- |
| 神田鍛冶町              | 江戸期           | 1933町域再編、1974再々編                                         | （神田）鍛冶町2・3（3の一部は現・内神田3）                                             | 江戸期には一・二丁目があった。1933町域拡大。                                                                                              |
| 神田鍋町                | 江戸期           | 1933                                                             | （神田）鍛冶町2・3（3の一部は現・内神田3）                                             | 1872神田東鍋町（1869成立）を編入。 |
| 神田下白壁町            | 1869             | 1933                                                             | （神田）鍛冶町2                                                                        | |
| 神田黒門町              | 江戸期           | 1933                                                             | （神田）鍛冶町2・3（3の一部は現・内神田3）                                             | |
| 神田小柳町              | 江戸期           | 1933                                                             | （神田）須田町1・2                                                                     | 1872までは一〜三丁目があった。 |
| 神田紺屋町              | 江戸期           | 一部存続、一部は1933鍛冶町2となる。                              | （神田）紺屋町、（神田）鍛冶町2                                                        | |
| 神田材木町※             | 1869             | 1965                                                             |                                                                                        | 1965岩本町1となる。 |
| 神田富山町              | 江戸期           | 存続                                                             |                                                                                        | 江戸期は一・二丁目があった。1872神田永井町を編入。                                                                                        |
| 神田松枝町※             | 江戸期           | 1965                                                             |                                                                                        | 1869までは「まつがえちょう」、同年以降は「まつえだちょう」。1965岩本町2となる。                                                           |
| 神田大和町※             | 江戸期           | 1965                                                             |                                                                                        | 1965岩本町2となる。 |
| 神田平永町              | 江戸期           | 1933                                                             | （神田）須田町2                                                                        | |
| 神田元柳原町            | 1869             | 1933                                                             | （神田）須田町2                                                                        | |
| 神田柳町                | 1869             | 1933                                                             | （神田）須田町2                                                                        | |
| 神田富松町              | 江戸期           | 1934                                                             | 東神田（現・東神田1・2）                                                               | 1933一部を日本橋区へ編入。 |
| 神田久右衛門町          | 1869             | 1934                                                             | 東神田（現・東神田1・2）                                                               | 旧称神田久右衛門町一丁目代地。1933一部を日本橋区へ編入。                                                                                  |
| 神田佐久間町一丁目      | 江戸期           | 一部存続                                                         |                                                                                        | 1964一部が外神田1となる。 |
| 神田佐久間町二丁目      | 江戸期           | 存続                                                             |                                                                                        | |
| 神田佐久間町三丁目      | 江戸期           | 存続                                                             |                                                                                        | |
| 神田佐久間町四丁目      | 江戸期           | 存続                                                             |                                                                                        | |
| 神田元佐久間町※         | 1869             | 1964                                                             |                                                                                        | 1964外神田5となる。 |
| 神田和泉町              | 1872             | 存続                                                             |                                                                                        | |
| 神田花岡町              | 1874             | 一部存続                                                         |                                                                                        | もとは神田八軒町、神田六軒町など10か町。1869火除地となり1874現町名に。1964一部が外神田1となる。                                           |
| 神田平河町              | 1869             | 存続                                                             |                                                                                        | 旧称・麹町平河町一丁目代地 |
| 神田花房町※             | 江戸期           | 1964                                                             |                                                                                        | 1964外神田1となる。 |
| 神田松永町              | 江戸期           | 一部存続                                                         |                                                                                        | 1943一部を下谷区に編入。 |
| 神田相生町              | 江戸期           | 一部存続                                                         | 1964一部が外神田1・4となる。                                                           | |
| 神田花田町※             | 江戸期           | 1964                                                             |                                                                                        | 1869〜1872は神田御幸町と称した。1964外神田1・4となる。                                                                                    |
| 神田仲町一丁目※         | 江戸期           | 1964                                                             |                                                                                        | もとは一〜三丁目があった。三丁目は明治初期、神田花田町に編入。一・二丁目は1964外神田1となる。                                             |
| 神田仲町二丁目※         | 江戸期           | 1964                                                             |                                                                                        | 同上 |
| 神田旅籠町一丁目※       | 江戸期           | 1964                                                             |                                                                                        | 1964外神田3となる。 |
| 神田旅籠町二丁目※       | 江戸期           | 1964                                                             |                                                                                        | 1964外神田1となる |
| 神田旅籠町三丁目※       | 1869             | 1964                                                             |                                                                                        | 1964外神田1となる |
| 神田山本町※             | 江戸期           | 1964                                                             |                                                                                        | 1964外神田4となる |
| 神田末広町※             | 1869             | 1964                                                             |                                                                                        | 1964外神田3となる |
| 神田栄町※               | 1869             | 1964                                                             |                                                                                        | 1964外神田5となる |
| 神田亀住町※             | 1869             | 1964                                                             |                                                                                        | 1964外神田5となる |
| 神田松富町※             | 1869             | 1964                                                             |                                                                                        | 1964外神田4となる |
| 神田五軒町※             | 1872             | 1964                                                             |                                                                                        | 1964外神田6となる |
| 神田元久右衛門町一丁目※ | 1869             | 1966                                                             |                                                                                        | 1967東神田3となる |
| 神田元久右衛門町二丁目※ | 1869             | 1966                                                             |                                                                                        | 1967東神田3となる |
| 神田八名川町※           | 江戸期           | 1966                                                             |                                                                                        | 1967東神田3となる |
| 神田餌鳥町※             | 1869             | 1966                                                             |                                                                                        | 1933一部を浅草区へ編入、残余は1967東神田3となる                                                                                           |
| 通新石町                | 江戸期           | 1933                                                             | 須田町1                                                                                | |
| 須田町                  | 江戸期           | 1933町域再編                                                     | 須田町1                                                                                | 江戸期は一・二丁目があった。1872、丁目を廃止。1933町域を拡大し再び一・二丁目を設置。1947以降「神田」を冠称。                              |
| 松田町                  | 江戸期           | 1933                                                             | （神田）鍛冶町2                                                                        | |
| 東福田町※               | 1869             | 1965                                                             |                                                                                        | 1947以降「神田」を冠称。1965岩本町1となる。                                                                                               |
| 西福田町                | 1869             | 一部存続、一部は1933鍛冶町1となる                                | （神田）西福田町、（神田）鍛冶町1                                                      | 1947以降「神田」を冠称。 |
| 南乗物町                | 1869             | 1933                                                             | （神田）鍛冶町1                                                                        | |
| 北乗物町                | 1869             | 存続                                                             |                                                                                        | 1947以降「神田」を冠称。 |
| 美倉町                  | 1869             | 存続                                                             |                                                                                        | 1947以降「神田」を冠称。 |
| 東今川町※               | 1869             | 1965                                                             |                                                                                        | 1947以降「神田」を冠称。1965岩本町1となる。                                                                                               |
| 元岩井町※               | 江戸期           | 1965                                                             |                                                                                        | 1947以降「神田」を冠称。1953一部が豊島町となる。残余は1965岩本町2となる。                                                                 |
| 東紺屋町                | 1869             | 一部存続                                                         |                                                                                        | 1947以降「神田」を冠称。1965一部が岩本町2となる。                                                                                         |
| 東松下町                | 1869             | 一部存続、一部は1933岩本町となる                                 | 東松下町、（神田）岩本町（現・岩本町2）                                                | 1947以降「神田」を冠称。 |
| 岩本町                  | 江戸期           | 1933年町域再編                                                   | （神田）岩本町                                                                         | 1947以降「神田」を冠称。1953一部が豊島町となる。1965住居表示実施により一部が岩本町3となる。残余は神田岩本町（住居表示未実施）として存続。 |
| 東龍閑町                | 1869             | 1934                                                             | （神田）岩本町、（神田）豊島町（現・岩本町3、神田岩本町、東神田1・2）                  | |
| 豊島町※                 | 江戸期           | 1934町域再編。1947以降「神田」を冠称。1953町域再々編。1965廃止。 | 豊島町、東神田（現・東神田1・2、岩本町3）                                              | 1879までは一〜三丁目があった。 |
| 江川町                  | 江戸期           | 1934                                                             | 東神田                                                                                 | 1872橋本町（旧）三丁目を編入 |
| 橋本町一丁目            | 江戸期           | 1934                                                             | 東神田                                                                                 | |
| 橋本町二丁目            | 江戸期           | 1934                                                             | 東神田                                                                                 | |
| 橋本町三丁目            | 1872             | 1934                                                             | 東神田                                                                                 | 1872までは橋本町四丁目。同年旧橋本町三丁目を江川町に合併し、旧橋本町四丁目を橋本町三丁目とした。                                          |
| 金沢町※                 | 江戸期           | 1964                                                             |                                                                                        | 1947以降「神田」を冠称。1964外神田3となる。                                                                                               |
| 田代町※                 | 1869             | 1964                                                             |                                                                                        | 1947以降「神田」を冠称。1964外神田4となる。                                                                                               |
| 神田宮本町※             | 1869             | 1964                                                             |                                                                                        | 1964外神田2となる |
| 神田同朋町※             | 1869             | 1964                                                             |                                                                                        | 1964外神田2・6となる。 |
| 神田台所町※             | 1869             | 1964                                                             |                                                                                        | 1964外神田2となる |
| 松住町※                 | 1872             | 1964                                                             |                                                                                        | 1872湯島横町を松住町に改称。1947以降「神田」を冠称。1964外神田2となる                                                                     |
| 一ツ橋通町              | 1872             | 1935                                                             | （神田）一ツ橋1（現・一ツ橋2）、（神田）神保町2                                        | |
| 今川小路一丁目          | 1872             | 1934                                                             | （神田）神保町3                                                                        | |
| 今川小路二丁目          | 1872             | 1934                                                             | （神田）神保町3                                                                        | |
| 今川小路三丁目          | 1872             | 1934                                                             | （神田）神保町3、西神田2（現・西神田2・3）                                             | |
| 南神保町                | 1872             | 1933                                                             | （神田）神保町2                                                                        | |
| 北神保町                | 1872             | 1934                                                             | （神田）神保町2                                                                        | |
| 表神保町                | 1872             | 1935                                                             | （神田）一ツ橋2、（神田）神保町1、（神田）小川町3                                      | |
| 裏神保町                | 1872             | 1922改称、1933廃止                                               | （神田）神保町1                                                                        | 1922通神保町を改称 |
| 西小川町一丁目          | 1872             | 1933                                                             | 西神田2（現・西神田2・3）                                                              | |
| 西小川町二丁目          | 1872             | 1933                                                             | 西神田2（現・西神田2・3）                                                              | |
| 三崎町一丁目            | 1872             | 1934再編、1967再々編                                             | （神田）三崎町1（現・神田三崎町1・2）                                                  | 当初は一〜三丁目、1934一・二丁目に再編、1967住居表示実施により一〜三丁目に再々編。1947〜1967および2018〜は「神田」を冠称。                |
| 三崎町二丁目            | 1872             | 1934再編、1967再々編                                             | （神田）三崎町1（現・神田三崎町1・2）                                                  | 同上 |
| 三崎町三丁目            | 1872、1967再々編 | 1934再編                                                         | （神田）三崎町2（現・神田三崎町2・3）                                                  | 同上 |
| 小川町                  | 1872             | 1933再編                                                         | （神田）小川町1〜3                                                                     | 1947以降「神田」を冠称。 |
| 猿楽町一丁目            | 1872             | 1933再編                                                         | （神田）小川町3、（神田）猿楽町1                                                       | 当初は一〜三丁目、1933一・二丁目に再編、1969住居表示実施。1947〜1969および2018〜は「神田」を冠称。                                        |
| 猿楽町二丁目            | 1872             | 1933再編                                                         | （神田）猿楽町1・2                                                                     | 同上 |
| 猿楽町三丁目            | 1872             | 1933再編                                                         | （神田）猿楽町2、（神田）駿河台2                                                       | 同上 |
| 猿楽町                  | 1872             | 1911改称、1935廃止                                               | （神田）神保町1、西神田1（現・西神田1・2）                                             | 1911表猿楽町に改称 |
| 中猿楽町                | 1872             | 1934                                                             | （神田）神保町2、西神田1（現・西神田1・2）                                             | |
| 裏猿楽町                | 1872             | 1932                                                             | （神田）猿楽町1・2、（神田）駿河台2（現・神田猿楽町2、神田駿河台2）                    | |
| 美土代町一丁目          | 1872             | 1935再編                                                         | （神田）美土代町                                                                       | 1869〜1872までは新三河町。1935「丁目」を廃止。1947以降「神田」を冠称。1966一部が内神田1となる。                                           |
| 美土代町二丁目          | 1872             | 1935再編                                                         | （神田）美土代町                                                                       | 1935「丁目」を廃止。1947以降「神田」を冠称。1966一部が内神田1となる。                                                                     |
| 美土代町三丁目          | 1872             | 1935再編                                                         | （神田）美土代町                                                                       | 1872までは三河町三丁目裏町・同四丁目裏町。1935「丁目」を廃止。1947以降「神田」を冠称。1966一部が内神田1となる。                           |
| 美土代町四丁目          | 1872             | 1935再編                                                         | （神田）美土代町、（神田）小川町1                                                      | もと四軒町。1935「丁目」を廃止。1947以降「神田」を冠称。1966一部が内神田1となる。                                                         |
| 三河町一丁目            | 江戸期           | 1935                                                             | （神田）鎌倉町（現・内神田1〜3のうち）                                                 | |
| 三河町二丁目            | 江戸期           | 1935                                                             | （神田）司町1（現・内神田1・2）                                                        | |
| 三河町三丁目            | 江戸期           | 1935                                                             | （神田）司町2                                                                          | |
| 三河町四丁目            | 江戸期           | 1935                                                             | （神田）司町2                                                                          | |
| 駿河台南甲賀町          | 1872             | 1933                                                             | （神田）駿河台1・3                                                                     | |
| 駿河台北甲賀町          | 1872             | 1933                                                             | （神田）駿河台1・3                                                                     | |
| 駿河台袋町              | 1872             | 1933                                                             | （神田）駿河台1・2（現・神田駿河台1・2、神田猿楽町2）                                  | |
| 駿河台東紅梅町          | 1872             | 1933                                                             | （神田）駿河台4                                                                        | |
| 駿河台西紅梅町          | 1872             | 1933                                                             | （神田）駿河台2（現・神田駿河台2、神田猿楽町2）                                        | |
| 駿河台鈴木町            | 1872             | 1933                                                             | （神田）駿河台2（現・神田駿河台2、神田猿楽町2）、（神田）三崎町1（現・神田三崎町1・2） | |
| 連雀町                  | 江戸期           | 1933                                                             | （神田）須田町1、（神田）淡路町2                                                       | |
| 神田錦町一丁目          | 1872             | 1935再編                                                         | （神田）錦町1、（神田）小川町2                                                         | |
| 神田錦町二丁目          | 1872             | 1935再編                                                         | （神田）錦町2、（神田）小川町2                                                         | |
| 神田錦町三丁目          | 1872             | 1935再編                                                         | （神田）錦町2・3                                                                       | |
| 淡路町一丁目            | 1872             | 1933再編                                                         | （神田）淡路町1、（神田）小川町1、（神田）駿河台3                                      | 1947以降「神田」を冠称。 |
| 淡路町二丁目            | 1872             | 1933再編                                                         | （神田）淡路町2、（神田）駿河台4                                                       | 1947以降「神田」を冠称。 |
| 雉子町                  | 江戸期           | 1935                                                             | （神田）小川町1、（神田）須田町1、（神田）司町2                                        | |
| 神田鎌倉町※             | 江戸期           | 1935町域再編、1966廃止                                           | （神田）鎌倉町（現・内神田1〜3）                                                       | |
| 神田松下町              | 1869             | 1934                                                             | （神田）鎌倉町（現・内神田1〜3）                                                       | |
| 皆川町                  | 江戸期           | 1934                                                             | （神田）司町1（現・内神田1・2）                                                        | |
| 神田関口町              | 江戸期           | 1934                                                             | 司町2                                                                                  | |
| 神田蝋燭町              | 江戸期           | 1935                                                             | （神田）司町1、（神田）旭町（現・内神田1〜3）                                          | |
| 永富町                  | 江戸期           | 1934                                                             | （神田）旭町（現・内神田2・3）                                                         | |
| 旭町※                   | 1869             | 1935町域再編、1966廃止                                           | （神田）旭町、（神田）司町1（現・内神田1〜3）                                          | 1947以降「神田」を冠称。 |
| 神田新銀町              | 江戸期           | 1935                                                             | （神田）司町2、（神田）多町2                                                           | |
| 神田佐柄木町            | 江戸期           | 1935                                                             | （神田）須田町1、（神田）司町2、（神田）淡路町1・2                                     | |
| 千代田町                | 1869             | 1935                                                             | （神田）鎌倉町（現・内神田1〜3）、（神田）鍛冶町1                                      | |
| 新石町                  | 江戸期           | 1933                                                             | （神田）鍛冶町2、（神田）多町1（現・内神田3）                                          | |
| 神田竪大工町            | 江戸期           | 1933                                                             | （神田）多町1（現・内神田3）、（神田）鍛冶町1                                          | |
| 神田多町一丁目※         | 江戸期           | 1933再編                                                         | （神田）多町1                                                                          | 再編後の一丁目は1966廃止（現・内神田3）                                                                                                   |
| 神田多町二丁目          | 江戸期           | 1933再編                                                         | （神田）多町2、（神田）須田町1                                                         | |
| 西今川町                | 1869             | 1935                                                             | 鍛冶町1、鎌倉町（現・内神田1〜3）                                                      | |
| 神田塗師町              | 江戸期           | 1933                                                             | （神田）鍛冶町1・2                                                                     | |
| 神田上白壁町            | 1869             | 1933                                                             | （神田）鍛冶町2・3（3の一部は現・内神田3）                                             | |
| 小出河岸                | 1889             | 1934                                                             | （神田）神保町3                                                                        | |
| 紅梅河岸                | 1889             | 1933                                                             | （神田）駿河台2                                                                        | |
| 昌平河岸                | 1889             | 1933                                                             | （神田）松住町                                                                         | |
| 三崎河岸                | 1889             | 1934                                                             | （神田）三崎町1・2                                                                     | |
| 柳原河岸                | 1889             | 1933                                                             | （神田）須田町1・2                                                                     | |
| 佐久間河岸              | 1889             | 存続                                                             |                                                                                        | 1947以降「神田」を冠称。 |
| 鞍地河岸                | 1889             | 1934                                                             | （神田）元久衛門町1・2                                                                 | |
| 岩井河岸                | 1889             | 1933                                                             | （神田）大和町                                                                         | |
| 鎌倉河岸                | 1889             | 1934                                                             | （神田）鎌倉町                                                                         | |

### 隣接する区から編入された町
| 町名               | 成立年 | 廃止年       | 備考 |
| ------------------ | ------ | ------------ | --- |
| 神田亀井町         | 江戸期 | 1958 (1947?) | もとは日本橋区亀井町。1932町域の大部分が日本橋区小伝馬町三丁目となり、残余（龍閑川以北）は1933日本橋区から神田区へ編入。1958（または1947）神田材木町に編入（現・岩本町1）。 |
| 神田練塀町         | 1872   | 一部存続     | 1943下谷区練塀町の一部を神田区に編入。1947以降「神田」を冠称。1964一部が外神田4となる。                                                                                     |
| 神田向柳原町一丁目 | 1872   | 1966         | 1943浅草区向柳原町一丁目の一部を編入。1947以降「神田」を冠称。1967東神田3となる。                                                                                           |

上記のほか、区境の変更に伴い神田区の町に編入された区域として下記のものがある。
- 麹町区飯田町二・四丁目の各一部 1934西神田2に編入（現・西神田2・3）
- 日本橋区馬喰町四丁目 1933東神田に編入

## 住居表示実施直前の町名

### 麹町地区
1923年の関東大震災からの復興に際し、東京市では各地で区画整理と町名改正が実施された。これに伴い、新たな町名・町界が設定され、多くの旧町名が廃止された。千代田区の前身である麹町区と神田区においても昭和時代初期に震災復興に伴う大幅な町名改正が実施されている。その後、1962年に「住居表示に関する法律」が施行され、同法に基づく住居表示の実施によって、千代田区の町名は再度変更されている。
旧麹町区の区域では1966年から住居表示整備が開始されたが、2011年現在、一部に住居表示未実施地区が残っている。
以下は、旧麹町区の区域の住居表示実施直前（1965年現在）の町名と現行町名の対照表である。1965年の時点で存在していた町名は大部分が昭和時代初期、震災復興による町名改正に伴って新設された町名である。
| 町名（1965年現在） | 町成立直前の旧地名                  | 町の成立年     | 町の廃止年     | 現町名                       | 備考                                      |
| ------------------ | ----------------------------------- | -------------- | -------------- | ---------------------------- | ----------------------------------------- |
| 元千代田町         | 武家地                              | 1872           | 1967           | 皇居外苑                     |                                           |
| 宝田町             | 武家地                              | 1872           | 1967           | 皇居外苑                     |                                           |
| 祝田町             | 武家地                              | 1872           | 1967           | 皇居外苑                     |                                           |
| 代官町             | 東代官町、西代官町                  | 1879           | 1967           | 北の丸公園、九段北1・2       |                                           |
| 大手町一丁目       | 大手町1・2、道三町、元衛町、永楽町2 | 1929再編       | 1970住居表示   | 大手町1                      |                                           |
| 大手町二丁目       | 大手町2、道三町、銭瓶町、永楽町2    | 1929再編       | 1970住居表示   | 大手町2                      |                                           |
| 丸ノ内一丁目       | 永楽町1・2、大手町1、道三町         | 1929           | 1970住居表示   | 丸の内1                      |                                           |
| 丸ノ内二丁目       | 八重洲町1・2、永楽町1               | 1929           | 1970住居表示   | 丸の内1・2                   |                                           |
| 丸ノ内三丁目       | 有楽町1・2                          | 1929           | 1970住居表示   | 丸の内3                      |                                           |
| 有楽町一丁目       | 有楽町1〜3                          | 1929再編       | 1975住居表示   | 有楽町1                      |                                           |
| 有楽町二丁目       | 有楽町1・3                          | 1929再編       | 1975住居表示   | 有楽町2                      |                                           |
| 内幸町一丁目       | 内山下町1                           | 1938再編       | 1967住居表示   | 内幸町1                      |                                           |
| 内幸町二丁目       | 内幸町1                             | 1938再編       | 1967住居表示   | 内幸町1・2                   |                                           |
| 日比谷公園         | 内山下町2、西日比谷町               | 1934           | 1967住居表示   | 日比谷公園                   |                                           |
| 霞ヶ関一丁目       | 外桜田町、西日比谷町                | 1938再編       | 1967住居表示   | 霞が関1・2、永田町1          |                                           |
| 霞ヶ関二丁目       | 霞ヶ関1・2                          | 1938再編       | 1967住居表示   | 霞が関1・2、永田町1          |                                           |
| 霞ヶ関三丁目       | 裏霞ヶ関、内幸町2、三年町           | 1938再編       | 1967住居表示   | 霞が関1・3、永田町1          |                                           |
| 三年町             | 武家地                              | 1872           | 1967           | 永田町1、霞が関3             | 1938一部が（旧）霞ヶ関3となる。           |
| 永田町一丁目       | 永田町1、平河町5、隼町              | 1934再編       | 1967住居表示   | 永田町1・2                   |                                           |
| 永田町二丁目       | 永田町2                             | 1869           | 1967住居表示   | 永田町2、霞が関3             |                                           |
| 隼町               | 武家地                              | 1872           | 1973住居表示   | 隼町                         | 1934一部を永田町1に編入                   |
| 平河町一丁目       | 元平河町、平河町1〜3                | 1934再編       | 1971住居表示   | 平河町1                      |                                           |
| 平河町二丁目       | 平河町4〜6、永田町1                 | 1934再編       | 1971住居表示   | 平河町2                      |                                           |
| 紀尾井町           | 武家地                              | 1872           | 1980住居表示   | 紀尾井町                     | 1934一部を麹町5・6に編入                  |
| 麹町一丁目         | 麹町1・2、山元町1、元園町1          | 1934再編       | 住居表示未実施 | 麹町1                        |                                           |
| 麹町二丁目         | 麹町3・4、山元町2、元園町1          | 1934再編       | 住居表示未実施 | 麹町2                        |                                           |
| 麹町三丁目         | 麹町4・5、山元町2、元園町2          | 1934再編       | 住居表示未実施 | 麹町3                        |                                           |
| 麹町四丁目         | 麹町5〜7、山元町3、元園町2          | 1934再編       | 住居表示未実施 | 麹町4                        |                                           |
| 麹町五丁目         | 麹町8・9、紀尾井町                  | 1934再編       | 住居表示未実施 | 麹町5                        |                                           |
| 麹町六丁目         | 麹町9・10、紀尾井町                 | 1934再編       | 住居表示未実施 | 麹町6                        |                                           |
| 一番町             | 上二番町、五番町、元園町1           | 1938           | 住居表示未実施 | 一番町                       |                                           |
| 二番町             | 下二番町                            | 1938           | 住居表示未実施 | 二番町                       |                                           |
| 三番町             | 三番町、一番町、上六番町、富士見町1 | 1933           | 住居表示未実施 | 三番町                       | 1966一部が九段南2へ編入。                 |
| 四番町             | 中六番町                            | 1938           | 住居表示未実施 | 四番町                       |                                           |
| 五番町             | 土手三番町                          | 1938           | 住居表示未実施 | 五番町                       |                                           |
| 六番町             | 下六番町                            | 1938           | 住居表示未実施 | 六番町                       |                                           |
| 九段一丁目         | 飯田町1・2・4                       | 1933           | 1966           | 九段南1、九段北1             |                                           |
| 九段二丁目         | 富士見町1・2                        | 1933           | 1966           | 九段南2、九段北1〜3          |                                           |
| 九段三丁目         | 富士見町3、三番町、四番町           | 1933           | 1966           | 九段南3、九段北3             |                                           |
| 九段四丁目         | 三番町、四番町                      | 1933           | 1966           | 九段南4、九段北4             |                                           |
| 富士見町一丁目     | 富士見町6、飯田町2・3・6            | 1933再編       | 1966           | 富士見1、九段北1             |                                           |
| 富士見町二丁目     | 富士見町5、飯田町6                  | 1933再編       | 1966           | 富士見2、飯田橋4             |                                           |
| 富士見町三丁目     | 富士見町4                           | 1933再編       | 1966           | 富士見2                      |                                           |
| 飯田町一丁目       | 飯田町3〜5、神田区三崎町3           | 1933再編       | 1966           | 飯田橋1・2、富士見1、九段北1 |                                           |
| 飯田町二丁目       | 飯田町4〜6、飯田河岸、神田区三崎町3 | 1933再編       | 1966           | 飯田町3・4、富士見2          |                                           |
| 竹平町             | 竹平町、元衛町、飯田町1             | 1929・1933再編 | 1970           | 大手町1、九段南1、一ツ橋1    | 1929元衛町の一部、1933飯田町1の一部を編入 |

### 神田地区
神田区には江戸期から明治初期にかけて成立した多数の町があったが、震災復興後の区画整理に伴って昭和8〜10年（1933〜35年）に実施された町名改正により、古い町名の多くが消滅した。このとき、神田川以南かつ山手線以西の区域においては、全域で町名改正が実施され、旧来の町名町界が残るのは神田川以北と神田駅東側の区域のみとなった。区内の町丁数は、明治11年（1878年）の区成立時には127を数えたが、上記の町名改正後は84町丁に減っている（「神田佐久間河岸」などの河岸地名は含まず）。鍛冶町、小川町、須田町などは、町名としては残ったが、町名改正時に近隣の小規模な町を合併して町域を広げている。
千代田区となった後の昭和39〜49年（1964〜74年）には旧神田区の一部の地域において「住居表示に関する法律」に基づく住居表示が実施され、町名が変更された。旧神田区の区域では1964年から住居表示整備が開始されたが、2011年現在、一部に住居表示未実施地区が残っている。千代田区の住居表示実施率は面積ベースで74パーセントであり、住居表示未実施の地区が多い。ただし、住居表示未実施地区のうちには、前述のように昭和初期の段階で町名地番整理済みの部分も多い。旧神田区の区域で、古い町名町界が残るのは神田駅東側、秋葉原駅東側などのごく一部のみである。
以下は、旧神田区の区域の住居表示実施直前（1963年現在）の町名と現行町名の対照表である。1963年の時点で存在していた町名である。これらの町名には神田区成立当初からのものと、昭和時代初期、震災復興による町名改正に伴って新設されたものが混在している。
「神田」の冠称について
昭和時代初期、震災復興による町名改正に伴って新設された町名は、当初は「神田」を冠称していなかったが、1947年の神田区廃止・千代田区成立以後は「神田」を冠称している（除:西神田、東神田）。なお、神田猿楽町、神田一ツ橋などは住居表示実施時に再度「神田」の冠称を省いている。
昭和時代初期の町名改正に伴って新設された町名
| 町名（1963年現在） | 町成立直前の旧地名                                                                 | 町の成立年 | 町の廃止年           | 現町名                | 備考                                                       |
| ------------------ | ---------------------------------------------------------------------------------- | ---------- | -------------------- | --------------------- | ---------------------------------------------------------- |
| 神田鍛冶町一丁目   | 千代田町、西今川町、西福田町、塗師町、南乗物町                                     | 1933再編   | 1974住居表示         | 鍛冶町1               |                                                            |
| 神田鍛冶町二丁目   | 鍛冶町、塗師町、新石町、竪大工町、上白壁町、下白壁町、黒門町、紺屋町、松田町、鍋町 | 1933再編   | 1974住居表示         | 鍛冶町2               |                                                            |
| 神田鍛冶町三丁目   | 上白壁町、鍋町、鍛冶町、黒門町                                                     | 1933再編   | 一部住居表示未実施   | 内神田3、神田鍛冶町3  |                                                            |
| 神田多町一丁目     | 多町1、竪大工町、新石町                                                            | 1933再編   | 1966                 | 内神田3               |                                                            |
| 神田多町二丁目     | 多町2、新銀町                                                                      | 1933再編   | 住居表示未実施       | 神田多町2             |                                                            |
| 神田旭町           | 旭町、蝋燭町、永富町                                                               | 1935再編   | 1966                 | 内神田2・3            |                                                            |
| 神田司町一丁目     | 三河町2、皆川町、蝋燭町、旭町                                                      | 1935       | 1966                 | 内神田1・2            |                                                            |
| 神田司町二丁目     | 三河町3・4、関口町、雉子町、新銀町、佐柄木町                                       | 1935       | 住居表示未実施       | 神田司町2             |                                                            |
| 神田美土代町       | 美土代町1〜4                                                                       | 1933       | 1966一部変更         | 神田美土代町、内神田1 | 住居表示未実施                                             |
| 神田鎌倉町         | 鎌倉町、三河町1、松下町、千代田町、西今川町、鎌倉河岸                              | 1935再編   | 1966                 | 内神田1〜3            |                                                            |
| 神田錦町一丁目     | 錦町1                                                                              | 1935       | 住居表示未実施       | 神田錦町1             |                                                            |
| 神田錦町二丁目     | 錦町2・3                                                                           | 1935       | 住居表示未実施       | 神田錦町2             |                                                            |
| 神田錦町三丁目     | 錦町3                                                                              | 1935       | 住居表示未実施       | 神田錦町3             |                                                            |
| 神田須田町一丁目   | 須田町、小柳町、通新石町、雉子町、佐柄木町、連雀町、多町2、柳原河岸                | 1933       | 住居表示未実施       | 神田須田町1           |                                                            |
| 神田須田町二丁目   | 元柳原町、平永町、柳町、小柳町、柳原河岸                                           | 1933       | 住居表示未実施       | 神田須田町2           |                                                            |
| 神田淡路町一丁目   | 淡路町1、佐柄木町                                                                  | 1933再編   | 住居表示未実施       | 淡路町1               |                                                            |
| 神田淡路町二丁目   | 淡路町2、連雀町、佐柄木町                                                          | 1933再編   | 住居表示未実施       | 淡路町2               |                                                            |
| 神田小川町一丁目   | 小川町、美土代町4、雉子町、淡路町1                                                 | 1933       | 住居表示未実施       | 神田小川町1           |                                                            |
| 神田小川町二丁目   | 小川町、錦町1・2                                                                   | 1933       | 住居表示未実施       | 神田小川町2           |                                                            |
| 神田小川町三丁目   | 小川町、表神保町、猿楽町1                                                          | 1933       | 住居表示未実施       | 神田小川町3           |                                                            |
| 神田駿河台一丁目   | 駿河台袋町、駿河台南甲賀町、駿河台北甲賀町                                         | 1933       | 住居表示未実施       | 神田駿河台1           |                                                            |
| 神田駿河台二丁目   | 駿河台袋町、駿河台西紅梅町、駿河台鈴木町、裏猿楽町、猿楽町3、紅梅河岸              | 1933       | 住居表示未実施       | 神田駿河台2、猿楽町2  |                                                            |
| 神田駿河台三丁目   | 淡路町1、駿河台南甲賀町、駿河台北甲賀町                                            | 1933       | 住居表示未実施       | 神田駿河台３          |                                                            |
| 神田駿河台四丁目   | 淡路町2、駿河台東紅梅町                                                            | 1933       | 住居表示未実施       | 神田駿河台4           |                                                            |
| 神田猿楽町一丁目   | 猿楽町1・2、裏猿楽町                                                               | 1933再編   | 1969住居表示         | 猿楽町1               |                                                            |
| 神田猿楽町二丁目   | 猿楽町2・3、裏猿楽町                                                               | 1933再編   | 1969住居表示         | 猿楽町2               |                                                            |
| 神田一ツ橋一丁目   | 一ツ橋通町                                                                         | 1935       | 1970                 | 一ツ橋2               |                                                            |
| 神田一ツ橋二丁目   | 表神保町                                                                           | 1935       | 1970                 | 一ツ橋2               |                                                            |
| 神田神保町一丁目   | 表猿楽町、表神保町、通神保町                                                       | 1934       | 住居表示未実施       | 神田神保町1           |                                                            |
| 神田神保町二丁目   | 中猿楽町、南神保町、北神保町、一ツ橋通町                                           | 1934       | 住居表示未実施       | 神田神保町2           |                                                            |
| 神田神保町三丁目   | 今川小路1〜3、小出河岸                                                             | 1934       | 住居表示未実施       | 神田神保町3           |                                                            |
| 西神田一丁目       | 表猿楽町、中猿楽町                                                                 | 1934       | 1967住居表示         | 西神田1・2            |                                                            |
| 西神田二丁目       | 西小川町1・2、今川小路3、麹町区飯田町2・4                                          | 1934       | 1967住居表示         | 西神田2・3            |                                                            |
| 神田三崎町一丁目   | 三崎町1・2、駿河台鈴木町、三崎河岸                                                 | 1934再編   | 1967住居表示         | 三崎町1・2            |                                                            |
| 神田三崎町二丁目   | 三崎町3、三崎河岸                                                                  | 1934再編   | 1967住居表示         | 三崎町2・3            |                                                            |
| 東神田             | 橋本町1〜3、久右衛門町、江川町、富松町、豊島町、日本橋区馬喰町4                    | 1934       | 1965                 | 東神田1・2            |                                                            |
| 神田岩本町         | 岩本町、東松下町、東龍閑町                                                         | 1933       | 1965住居表示（一部） | 岩本町3、神田岩本町   | 1953、一部を神田豊島町に編入。                             |
| 神田豊島町         | 豊島町、東龍閑町                                                                   | 1934       | 1966                 | 東神田1・2、岩本町3   | 1953、神田岩本町、神田大和町、神田元岩井町の各一部を編入。 |

以下は、昭和時代初期の町名改正の対象外となった町名で、1963年時点で存続していたものである。このうち※印を付したものは2011年現在存続している町名、無印は1964年以降の住居表示実施で廃止された町名である（括弧内は現行町名）。
- 神田元久右衛門町一丁目（東神田3）
- 神田元久右衛門町二丁目（東神田3）
- 神田八名川町（東神田3）
- 神田餌鳥町（東神田3）
- ※神田和泉町
- ※神田佐久間町一丁目（一部外神田1）
- ※神田佐久間町二丁目
- ※神田佐久間町三丁目
- ※神田佐久間町四丁目
- ※神田佐久間河岸
- ※神田平河町
- ※神田松永町
- ※神田花岡町（一部外神田1）
- ※神田相生町
- 神田花房町（外神田1）
- 神田花田町（外神田1・4）
- 神田仲町一丁目（外神田1）
- 神田仲町二丁目（外神田1）
- 神田山本町（外神田4）
- 神田田代町（外神田4）
- 神田松富町（外神田4）
- 神田栄町（外神田5）
- 神田元佐久間町（外神田5）
- 神田亀住町（外神田5）
- 神田五軒町（外神田6）
- 神田末広町（外神田3）
- 神田金沢町（外神田3）
- 神田旅籠町一丁目（外神田3）
- 神田旅籠町二丁目（外神田1）
- 神田旅籠町三丁目（外神田1）
- 神田同朋町（外神田2・6）
- 神田台所町（外神田2）
- 神田宮本町（外神田2）
- 神田松住町（外神田2）
- ※神田東松下町（一部岩本町2）
- ※神田富山町
- ※神田紺屋町（一部鍛冶町2）
- ※神田北乗物町
- ※神田西福田町
- ※神田美倉町
- ※神田東紺屋町（一部岩本町2）
- 神田東福田町（岩本町1）
- 神田東今川町（岩本町1）
- 神田材木町（岩本町1）
- 神田元岩井町（岩本町2）
- 神田大和町（岩本町2）
- 神田松枝町（岩本町2）
- ※神田練塀町
- 神田向柳原町一丁目（東神田3）

## 現行行政地名
以下は千代田区の現行町名（2012年1月現在）である。住居表示実施済み地区については、当該住居表示実施直前の旧町名を記載した。旧町名の後に「（全）」と注記したもの以外は当該旧町域の一部である。
千代田区と中央区の境界には一部未定部分がある。当該境界未定部分の高速道路下の商店等の住所は便宜上「中央区銀座○丁目地先」「中央区銀座西」等と表示されている。（参照：銀座インズ公式サイト）
| 町名         | 町名の読み         | 町区域新設年月日 | 住居表示実施年月日                         | 住居表示実施前の町名等 | 備考 |
| ------------ | ------------------ | ---------------- | ------------------------------------------ | ---------------------- | ---- |
| 丸の内一丁目 | まるのうち         | 1970.1.1         | 丸ノ内1〜3（全）                           |                        |      |
| 丸の内二丁目 | まるのうち         | 1970.1.1         | 丸ノ内1〜3（全）                           |                        |      |
| 丸の内三丁目 | まるのうち         | 1970.1.1         | 丸ノ内1〜3（全）                           |                        |      |
| 大手町一丁目 | おおてまち         | 1970.1.1         | 大手町1・2（全）、竹平町                   |                        |      |
| 大手町二丁目 | おおてまち         | 1970.1.1         | 大手町1・2（全）、竹平町                   |                        |      |
| 内幸町一丁目 | うちさいわいちょう | 1967.4.1         | 内幸町1・2（全）                           |                        |      |
| 内幸町二丁目 | うちさいわいちょう | 1967.4.1         | 内幸町1・2（全）                           |                        |      |
| 有楽町一丁目 | ゆうらくちょう     | 1975.1.1         | 有楽町1・2                                 |                        |      |
| 有楽町二丁目 | ゆうらくちょう     | 1975.1.1         | 有楽町1・2                                 |                        |      |
| 霞が関一丁目 | かすみがせき       | 1967.4.1         | 霞ヶ関1（全）、霞ヶ関2・3、三年町、永田町2 |                        |      |
| 霞が関二丁目 | かすみがせき       | 1967.4.1         | 霞ヶ関1（全）、霞ヶ関2・3、三年町、永田町2 |                        |      |
| 霞が関三丁目 | かすみがせき       | 1967.4.1         | 霞ヶ関1（全）、霞ヶ関2・3、三年町、永田町2 |                        |      |
| 永田町一丁目 | ながたちょう       | 1967.4.1         | 永田町1（全）、永田町2、霞ヶ関2・3、三年町 |                        |      |
| 永田町二丁目 | ながたちょう       | 1967.4.1         | 永田町1（全）、永田町2、霞ヶ関2・3、三年町 |                        |      |
| 隼町         | はやぶさちょう     | 1973.1.1         | 隼町（全）                                 |                        |      |
| 平河町一丁目 | ひらかわちょう     | 1971.7.1         | 平河町1・2                                 |                        |      |
| 平河町二丁目 | ひらかわちょう     | 1971.7.1         | 平河町1・2                                 |                        |      |
| 麹町一丁目   | こうじまち         | 未実施           |                                            |                        |      |
| 麹町二丁目   | こうじまち         | 未実施           |                                            |                        |      |
| 麹町三丁目   | こうじまち         | 未実施           |                                            |                        |      |
| 麹町四丁目   | こうじまち         | 未実施           |                                            |                        |      |
| 麹町五丁目   | こうじまち         | 未実施           |                                            |                        |      |
| 麹町六丁目   | こうじまち         | 未実施           |                                            |                        |      |
| 紀尾井町     | きおいちょう       | 1980.1.1         | 紀尾井町（全）                             |                        |      |
| 一番町       | いちばんちょう     | 未実施           |                                            |                        |      |
| 二番町       | にばんちょう       | 未実施           |                                            |                        |      |
| 三番町       | さんばんちょう     | 未実施           |                                            |                        |      |
| 四番町       | よんばんちょう     | 未実施           |                                            |                        |      |
| 五番町       | ごばんちょう       | 未実施           |                                            |                        |      |
| 六番町       | ろくばんちょう     | 未実施           |                                            |                        |      |
| 九段南二丁目 | くだんみなみ       | 1966.10.1        | 九段1〜4、竹平町、代官町、三番町           |                        |      |
| 皇居外苑     | こうきょがいえん   | 1967.4.1         | 祝田町、宝田町、元千代田町（以上全）       |                        |      |
| 日比谷公園   | ひびやこうえん     | 1967.4.1         | 日比谷公園                                 |                        |      |

| 町名         | 町名の読み         | 町区域新設年月日 | 住居表示実施年月日                        | 住居表示実施前の町名等 | 備考 |
| ------------ | ------------------ | ---------------- | ----------------------------------------- | ---------------------- | ---- |
| 千代田       | ちよだ             | 1967.4.1         | （皇居）                                  |                        |      |
| 北の丸公園   | きたのまるこうえん | 1967.4.1         | 代官町（全）                              |                        |      |
| 一ツ橋一丁目 | ひとつばし         | 1970.1.1         | 神田一ツ橋1・2（全）、竹平町              |                        |      |
| 九段南一丁目 | くだんみなみ       | 1966.10.1        | 九段1〜4、竹平町、代官町、三番町          |                        |      |
| 九段南三丁目 | くだんみなみ       | 1966.10.1        | 九段1〜4、竹平町、代官町、三番町          |                        |      |
| 九段南四丁目 | くだんみなみ       | 1966.10.1        | 九段1〜4、竹平町、代官町、三番町          |                        |      |
| 九段北一丁目 | くだんきた         | 1966.10.1        | 九段1〜4、飯田町1、富士見町1              |                        |      |
| 九段北二丁目 | くだんきた         | 1966.10.1        | 九段1〜4、飯田町1、富士見町1              |                        |      |
| 九段北三丁目 | くだんきた         | 1966.10.1        | 九段1〜4、飯田町1、富士見町1              |                        |      |
| 九段北四丁目 | くだんきた         | 1966.10.1        | 九段1〜4、飯田町1、富士見町1              |                        |      |
| 富士見一丁目 | ふじみ             | 1966.10.1        | 富士見町3（全）、富士見町1・2、飯田町1・2 |                        |      |
| 富士見二丁目 | ふじみ             | 1966.10.1        | 富士見町3（全）、富士見町1・2、飯田町1・2 |                        |      |
| 飯田橋一丁目 | いいだばし         | 1966.10.1        | 飯田町1・2、富士見町2                     |                        |      |
| 飯田橋二丁目 | いいだばし         | 1966.10.1        | 飯田町1・2、富士見町2                     |                        |      |
| 飯田橋三丁目 | いいだばし         | 1966.10.1        | 飯田町1・2、富士見町2                     |                        |      |
| 飯田橋四丁目 | いいだばし         | 1966.10.1        | 飯田町1・2、富士見町2                     |                        |      |

| 町名             | 町名の読み           | 町区域新設年月日 | 住居表示実施年月日                | 住居表示実施前の町名等     | 備考 |
| ---------------- | -------------------- | ---------------- | --------------------------------- | -------------------------- | ---- |
| 一ツ橋二丁目     | ひとつばし           | 1970.1.1         | 神田一ツ橋1・2（全）、竹平町      |                            |      |
| 神田神保町一丁目 | かんだじんぼうちょう | 未実施           |                                   |                            |      |
| 神田神保町二丁目 | かんだじんぼうちょう | 未実施           |                                   |                            |      |
| 神田神保町三丁目 | かんだじんぼうちょう | 未実施           |                                   |                            |      |
| 神田三崎町一丁目 | かんだみさきちょう   | 1967.4.1         | 神田三崎町1・2（全）              | 2018年1月1日三崎町から改名 |      |
| 神田三崎町二丁目 | かんだみさきちょう   | 1967.4.1         | 神田三崎町1・2（全）              | 2018年1月1日三崎町から改名 |      |
| 神田三崎町三丁目 | かんだみさきちょう   | 1967.4.1         | 神田三崎町1・2（全）              | 2018年1月1日三崎町から改名 |      |
| 西神田一丁目     | にしかんだ           | 1967.4.1         | 西神田1・2（全）                  |                            |      |
| 西神田二丁目     | にしかんだ           | 1967.4.1         | 西神田1・2（全）                  |                            |      |
| 西神田三丁目     | にしかんだ           | 1967.4.1         | 西神田1・2（全）                  |                            |      |
| 神田猿楽町一丁目 | かんださるがくちょう | 1969.4.1         | 神田猿楽町1・2（全）、神田駿河台2 | 2018年1月1日猿楽町から改名 |      |
| 神田猿楽町二丁目 | かんださるがくちょう | 1969.4.1         | 神田猿楽町1・2（全）、神田駿河台2 | 2018年1月1日猿楽町から改名 |      |
| 神田駿河台一丁目 | かんだするがだい     | 未実施           |                                   |                            |      |
| 神田駿河台二丁目 | かんだするがだい     | 未実施           |                                   |                            |      |

| 町名             | 町名の読み           | 町区域新設年月日 | 住居表示実施年月日                                                              | 住居表示実施前の町名等                                                     | 備考 |
| ---------------- | -------------------- | ---------------- | ------------------------------------------------------------------------------- | -------------------------------------------------------------------------- | ---- |
| 神田錦町一丁目   | かんだにしきちょう   | 未実施           |                                                                                 |                                                                            |      |
| 神田錦町二丁目   | かんだにしきちょう   | 未実施           |                                                                                 |                                                                            |      |
| 神田錦町三丁目   | かんだにしきちょう   | 未実施           |                                                                                 |                                                                            |      |
| 神田小川町一丁目 | かんだおがわまち     | 未実施           |                                                                                 |                                                                            |      |
| 神田小川町二丁目 | かんだおがわまち     | 未実施           |                                                                                 |                                                                            |      |
| 神田小川町三丁目 | かんだおがわまち     | 未実施           |                                                                                 |                                                                            |      |
| 内神田一丁目     | うちかんだ           | 1966.4.1         | 神田鎌倉町、神田司町1、神田旭町、神田多町1（以上全）、神田美土代町、神田鍛冶町3 |                                                                            |      |
| 内神田二丁目     | うちかんだ           | 1966.4.1         | 神田鎌倉町、神田司町1、神田旭町、神田多町1（以上全）、神田美土代町、神田鍛冶町3 |                                                                            |      |
| 内神田三丁目     | うちかんだ           | 1966.4.1         | 神田鎌倉町、神田司町1、神田旭町、神田多町1（以上全）、神田美土代町、神田鍛冶町3 |                                                                            |      |
| 神田美土代町     | かんだみとしろちょう | 未実施           |                                                                                 |                                                                            |      |
| 神田司町二丁目   | かんだつかさまち     | 未実施           |                                                                                 | 一丁目は1966年に消滅                                                       |      |
| 神田多町二丁目   | かんだたちょう       | 未実施           |                                                                                 | 一丁目は1966年に消滅                                                       |      |
| 神田鍛冶町三丁目 | かんだかじちょう     | 未実施           |                                                                                 | 神田鍛冶町一〜二丁目は1974年の住居表示実施により、鍛冶町一〜二丁目となった |      |

| 町名             | 町名の読み         | 町区域新設年月日 | 住居表示実施年月日 | 住居表示実施前の町名等 | 備考 |
| ---------------- | ------------------ | ---------------- | --- | ---------------------- | ---- |
| 神田駿河台一丁目 | かんだするがだい   | 未実施           | |                        |      |
| 神田駿河台二丁目 | かんだするがだい   | 未実施           | |                        |      |
| 神田駿河台三丁目 | かんだするがだい   | 未実施           | |                        |      |
| 神田駿河台四丁目 | かんだするがだい   | 未実施           | |                        |      |
| 神田淡路町一丁目 | かんだあわじちょう | 未実施           | |                        |      |
| 神田淡路町二丁目 | かんだあわじちょう | 未実施           | |                        |      |
| 神田須田町一丁目 | かんだすだちょう   | 未実施           | |                        |      |
| 外神田一丁目     | そとかんだ         | 1964.12.1        | 神田旅籠町1〜3、神田仲町1・2、神田花房町、神田花田町、神田松住町、神田台所町、神田宮本町、神田同朋町、神田金沢町、神田末広町、神田田代町、神田松富町、神田山本町、神田亀住町、神田栄町、神田元佐久間町、神田五軒町（以上全）、神田佐久間町1、神田花岡町、神田練塀町、神田相生町 |                        |      |
| 外神田二丁目     | そとかんだ         | 1964.12.1        | 神田旅籠町1〜3、神田仲町1・2、神田花房町、神田花田町、神田松住町、神田台所町、神田宮本町、神田同朋町、神田金沢町、神田末広町、神田田代町、神田松富町、神田山本町、神田亀住町、神田栄町、神田元佐久間町、神田五軒町（以上全）、神田佐久間町1、神田花岡町、神田練塀町、神田相生町 |                        |      |
| 外神田三丁目     | そとかんだ         | 1964.12.1        | 神田旅籠町1〜3、神田仲町1・2、神田花房町、神田花田町、神田松住町、神田台所町、神田宮本町、神田同朋町、神田金沢町、神田末広町、神田田代町、神田松富町、神田山本町、神田亀住町、神田栄町、神田元佐久間町、神田五軒町（以上全）、神田佐久間町1、神田花岡町、神田練塀町、神田相生町 |                        |      |
| 外神田四丁目     | そとかんだ         | 1964.12.1        | 神田旅籠町1〜3、神田仲町1・2、神田花房町、神田花田町、神田松住町、神田台所町、神田宮本町、神田同朋町、神田金沢町、神田末広町、神田田代町、神田松富町、神田山本町、神田亀住町、神田栄町、神田元佐久間町、神田五軒町（以上全）、神田佐久間町1、神田花岡町、神田練塀町、神田相生町 |                        |      |
| 外神田五丁目     | そとかんだ         | 1964.12.1        | 神田旅籠町1〜3、神田仲町1・2、神田花房町、神田花田町、神田松住町、神田台所町、神田宮本町、神田同朋町、神田金沢町、神田末広町、神田田代町、神田松富町、神田山本町、神田亀住町、神田栄町、神田元佐久間町、神田五軒町（以上全）、神田佐久間町1、神田花岡町、神田練塀町、神田相生町 |                        |      |
| 外神田六丁目     | そとかんだ         | 1964.12.1        | 神田旅籠町1〜3、神田仲町1・2、神田花房町、神田花田町、神田松住町、神田台所町、神田宮本町、神田同朋町、神田金沢町、神田末広町、神田田代町、神田松富町、神田山本町、神田亀住町、神田栄町、神田元佐久間町、神田五軒町（以上全）、神田佐久間町1、神田花岡町、神田練塀町、神田相生町 |                        |      |

| 町名               | 町名の読み                 | 町区域新設年月日                           | 住居表示実施年月日 | 住居表示実施前の町名等                                         | 備考 |
| ------------------ | -------------------------- | ------------------------------------------ | --- | -------------------------------------------------------------- | ---- |
| 鍛冶町一丁目       | かじちょう                 | 1974.1.1                                   | 神田鍛冶町1・2（全） |                                                                |      |
| 鍛冶町二丁目       | かじちょう                 | 1974.1.1                                   | 神田鍛冶町1・2（全） |                                                                |      |
| 神田紺屋町         | かんだこんやちょう         | 未実施                                     | |                                                                |      |
| 神田北乗物町       | かんだきたのりものちょう   | 未実施                                     | |                                                                |      |
| 神田富山町         | かんだとみやまちょう       | 未実施                                     | |                                                                |      |
| 神田美倉町         | かんだみくらちょう         | 未実施                                     | |                                                                |      |
| 岩本町一丁目       | いわもとちょう             | 1965.7.1                                   | 神田東今川町、神田材木町、神田東福田町、神田松枝町、神田元岩井町、神田大和町（以上全）、神田豊島町、神田東松下町、神田東紺屋町、神田岩本町 |                                                                |      |
| 岩本町二丁目       | いわもとちょう             | 1965.7.1                                   | 神田東今川町、神田材木町、神田東福田町、神田松枝町、神田元岩井町、神田大和町（以上全）、神田豊島町、神田東松下町、神田東紺屋町、神田岩本町 |                                                                |      |
| 岩本町三丁目       | いわもとちょう             | 1965.7.1                                   | 神田東今川町、神田材木町、神田東福田町、神田松枝町、神田元岩井町、神田大和町（以上全）、神田豊島町、神田東松下町、神田東紺屋町、神田岩本町 |                                                                |      |
| 神田西福田町       | かんだにしふくだちょう     | 未実施                                     | |                                                                |      |
| 神田須田町二丁目   | かんだすだちょう           | 未実施                                     | |                                                                |      |
| 神田東松下町       | かんだひがしまつしたちょう | 未実施                                     | |                                                                |      |
| 神田東紺屋町       | かんだひがしこんやちょう   | 未実施                                     | |                                                                |      |
| 神田岩本町         | かんだいわもとちょう       | 未実施                                     | | 1965年の住居表示実施時に岩本町一〜三丁目に編入されなかった区域 |      |
| 東神田一丁目       | ひがしかんだ               | 1965.1.1                                   | 東神田、神田元久右衛門町1・2、神田八名川町、神田向柳原町1、神田餌鳥町（以上全）、神田豊島町                                                |                                                                |      |
| 東神田二丁目       | ひがしかんだ               | 1965.1.1                                   | 東神田、神田元久右衛門町1・2、神田八名川町、神田向柳原町1、神田餌鳥町（以上全）、神田豊島町                                                |                                                                |      |
| 東神田三丁目       | ひがしかんだ               | 1967.1.1                                   | 東神田、神田元久右衛門町1・2、神田八名川町、神田向柳原町1、神田餌鳥町（以上全）、神田豊島町                                                |                                                                |      |
| 神田相生町         | かんだあいおいちょう       | 未実施                                     | |                                                                |      |
| 神田和泉町         | かんだいずみちょう         | 未実施                                     | |                                                                |      |
| 神田佐久間河岸     | かんださくまがし           | 未実施（神田佐久間河岸nn号地と表記する。） | |                                                                |      |
| 神田佐久間町一丁目 | かんださくまちょう         | 未実施                                     | |                                                                |      |
| 神田佐久間町二丁目 | かんださくまちょう         | 未実施                                     | |                                                                |      |
| 神田佐久間町三丁目 | かんださくまちょう         | 未実施                                     | |                                                                |      |
| 神田佐久間町四丁目 | かんださくまちょう         | 未実施                                     | |                                                                |      |
| 神田練塀町         | かんだねりべいちょう       | 未実施                                     | |                                                                |      |
| 神田花岡町         | かんだはなおかちょう       | 未実施                                     | |                                                                |      |
| 神田平河町         | かんだひらかわちょう       | 未実施                                     | |                                                                |      |
| 神田松永町         | かんだまつながちょう       | 未実施                                     | |                                                                |      |